# 徐俊平
徐俊平（？—），中国人民解放军前军官，官至原中国人民解放军总参谋部情报部美洲大洋洲局长，大校军衔。
徐俊平1989年的时候曾在美国哈佛大学肯尼迪学院中国官员进修班进修。他是总参谋部情报部副部长姬胜德的直接下属，在军中交际面很广。1999年，远华案发生，姬胜德被逮捕判处死缓。2000年12月，徐俊平随团访问美国期间叛逃美国。他掌握有中国间谍部门在海外情报网的大量机密，并向美国中央情报局提供了中共领导人性格、决策习惯、决策方式等重要情报。他的叛逃被中共认为是继1986年俞强声叛逃以来最严重的中国特工叛逃事件，一度十分紧张，对军情部门展开大调整。
2001年3月钱其琛访问美国时，徐叛逃美国的消息开始被西方媒体报道。2014年9月，中国军方首次证实了徐俊平叛逃事件的真实性。

## 轶事
因为其名字读音徐俊平（Xu jun ping）与习近平（Xi jin ping）相似，在中国大陆网络遭到审查，相关搜索寥寥无几